# 太平镇 (南宁市)
太平镇，是中华人民共和国广西壮族自治区南宁市武鸣区下辖的一个乡镇级行政单位。

## 行政区划
太平镇下辖以下地区：
文溪社区、林琅村、林渌村、新联村、凤阳村、庆乐村、文坛村、葛阳村、朱董村、鄀太村、同贵村、均致村和联桂村。